# Arundinella miliacea
Arundinella miliacea là một loài thực vật có hoa trong họ Hòa thảo. Loài này được (Link) Druce mô tả khoa học đầu tiên năm 1917.